# Glasbeno-instrumentalna zasedba
Glasbeno-instrumentalna zasedba je podatek o številu glasbenikov, izvajalcev skladbe, hkrati pa tudi podatek o tem, katera glasbila ti izvajalci uporabljajo.

## Razvrstitev glasbeno-instrumentalnih zasedb glede na število izvajalcev
1. Komorna zasedba (izvaja komorno glasbo)
- Solo    - 1 izvajalec
- Duo     - 2 izvajalca  (izraz duet se uporablja pri skladbah za dva pevska glasova, izjemoma za dva enaka instrumenta)
- Trio    - 3 izvajalci (izraz tercet se uporablja pri skladbah za tri pevske glasove, izjemoma za tri enake instrumente)
- Kvartet - 4 izvajalci
- Kvintet - 5 izvajalcev
- Sekstet - 6 izvajalcev
- Septet  - 7 izvajalcev
- Oktet   - 8 izvajalcev
- Nonet   - 9 izvajalcev
- Decet   - 10 izvajalcev (redkeje uporabljena zasedba, imenovana tudi diksutor)

2. Orkesterska zasedba
- Komorni orkester - sestavlja ga večinoma med 11 in 20 izvajalcev, z enakimi ali različnimi instrumenti

2.1. Simfonična zasedba (izvaja simfonično glasbo)
- Simfonični orkester - do 100 in več izvajalcev, ki uporabljajo različna glasbila.

## Razvrstitev glasbeno-instrumentalnih zasedb glede na glasbila
- Godalni trio - sestavljajo ga violina, viola in violončelo
- Klavirski trio - sestavljajo ga violina, violončelo in klavir
- Godalni kvartet - sestavljajo ga 2 violini, viola in violončelo
- Klavirski kvartet - sestavljajo ga violina, viola, violončelo in klavir
- Godalni kvintet - sestavljajo ga: 2 violini, viola, 2 violončeli (ali violončelo in kontrabas)
- Pihalni kvintet - flavta, oboa, klarinet, fagot in *rog
- Klavirski kvintet - godalni kvartet in klavir